# Lill-Kamtjärnen
Lill-Kamtjärnen är en sjö i Skellefteå kommun i Västerbotten och ingår i Sävaråns huvudavrinningsområde.